# ترتر (أذربيجان)
تَرْتَر (بالأذرية: Tərtər)‏ هي مدينة، في أذربيجان، تقع في مقاطعة ترتر، وهي عاصمتها، بلغ عدد سكانها 752 نسمة وذلك حسب إحصائيات سنة 1897، رمزها البريدي هو AZ5900.